# باشگاه فوتبال خزری بوزوونا
باشگاه فوتبال خزری بوزوونا (به لاتین: Khazri Buzovna) یک باشگاه و تیم فوتبال در جمهوری آذربایجان بود.